# Скоушабенк-арена
Скошіябенк-Арена (англ. Scotiabank Arena), раніше «Ер-Кенеда-Центр» (англ. Air Canada Centre) — спортивний комплекс у Торонто, Онтаріо, відкритий у 1999 році. Місце проведення міжнародних змагань з кількох видів спорту і домашня арена для команд Торонто Мейпл Ліфс, НХЛ і Торонто Репторз, НБА.
На арені проходив Кубок світу з хокею з шайбою 2016.